# Samtgemeinde Lühe
Samtgemeinde Lühe is een Samtgemeinde in het noordelijke deel van Nedersaksen, in het district Stade. Samtgemeinde Lühe bestaat uit 6 gemeenten die aan de Elbe liggen:
1. Grünendeich
2. Guderhandviertel
3. Hollern-Twielenfleth
4. Mittelnkirchen
5. Neuenkirchen
6. Steinkirchen (bestuurscentrum)

## Geografie
De Samtgemeinde Lühe ligt aan de zuidelijke, dus linker, oever van de Elbe. Evenals de zuidoostelijke buurgemeente Jork behoort het hier beschreven gebied tot het bekende fruitteeltgebied Altes Land. In het zuidwesten grenst de Samtgemeinde aan deelgemeenten van de Samtgemeinde Horneburg.
In het uiterste westen van de zuidoostelijke buurgemeente Jork ligt aan de Elbe het dorpje Lühe. Verwarrend is, dat dit direct aan de Samtgemeinde Lühe grenst. Dit berust op het feit, dat door diverse dorpen in de Samtgemeinde een klein, zeer bochtig zijriviertje van de Elbe, de Lühe, loopt. De monding hiervan in de Elbe is tussen Grünendeich en het dorpje Lühe, gemeente Jork.
Over de Elbe vaart een pontveer voor fietsers en voetgangers tussen Grünendeich en Wedel, dat in Sleeswijk-Holstein, juist ten westen van Hamburg ligt. Na de stormvloed van 1962 werd op de Lühe, bij haar monding in de Elbe, een stormvloedkering gebouwd. Het dorp Grünendeich beschikt over een bescheiden jachthaven.

## Bezienswaardigheden, toerisme

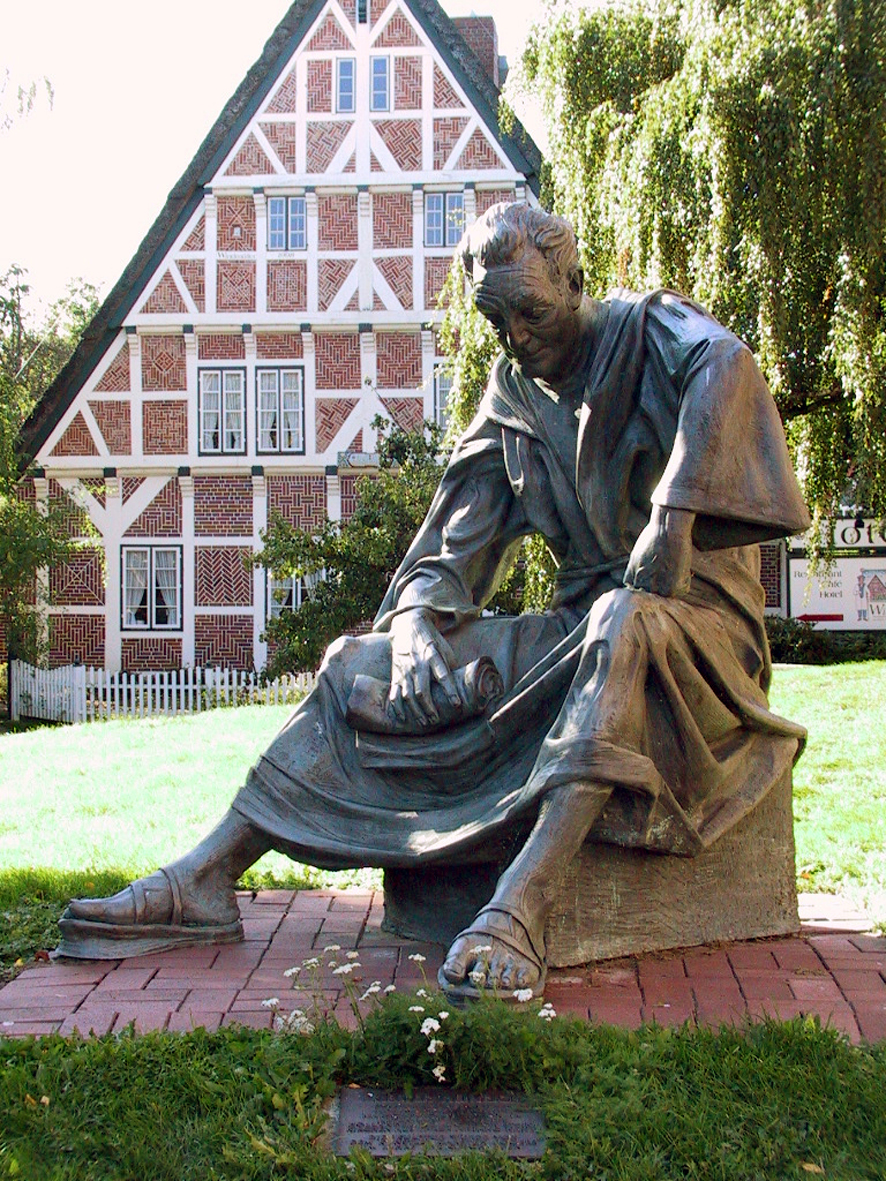
Standbeeld van Priester Hendrik in Steinkirchen; zie ook Rijnsaterwoude

Zie ook de artikelen over de afzonderlijke deelgemeenten.
- In relatie tot de bloei van de fruitbomen in april en mei vinden in het gehele Alte Land toeristische festivals zoals optochten, lentefeesten e.d. plaats.
- Evenals in Jork staan in de Samtgemeinde Lühe veel hoge, schilderachtige vakwerkboerderijen in de voor deze streek typische bouwstijl met witgekleurde, vaak strak horizontale of verticale balken.
- Enkele dorpen in de Samtgemeinde Lühe beschikken over oude, evangelisch-lutherse kerken met een bezienswaardig interieur; de beroemde orgelbouwer Arp Schnitger heeft hier enige fraaie instrumenten vervaardigd.
- Langs de Elbe liggen enige campings, waarvan één op Lühesand, een eiland in de Elbe, dat vanuit Grünendeich per voetveer bereikbaar is. In de gehele Samtgemeinde zijn veel kleine verblijfsaccommodaties voor toeristen aanwezig. Bij Twielenfleth ligt een strand langs de Elbe van ongeveer een kilometer lengte.
- Door enkele dorpen in de Samtgemeinde Lühe loopt ongeveer van west naar oost de toeristische route Obstmarschenweg, die van Geversdorf via o.a. Steinkirchen en Jork naar Hamburg leidt.